# DeSmuME
DeSmuME（デズミューム／デズムーム／デズミューミー）は、オープンソースで開発されているニンテンドーDSのゲームエミュレータである。対応プラットフォームは、Windows、Linux、macOS。
旧称はYopYop DS（ヨップヨップディーエス）。
現在の名称はEmu（エミュレータの略）、DS、MEに由来する。

## 概要
主要のDSエミュレータの1つである。デフォルトの対応言語は英語。
最も正確なエミュレータとも評され、積極的な開発が続けられている。CUI、GUIでの実行に共に対応している。また、RetroArchのコアとしても利用できる。
長きにわたって開発されてきたこともあり、後発のDSエミュレータよりも成熟しているとも評される。ただし、互換性の担保を優先しているため、機能は若干絞られている。

## 特徴
途中セーブ、画質を向上させるフィルタリング機能、マイクの使用、スクリーンショットや録音・録画、クロックアップなどの基本的機能を網羅している。他のエミュレータと比べて、動作が重いとも評される。
一方で、以下のような一部の機能には対応していない。
- DSダウンロードプレイ
- マルチプレイ (Wi-Fi・ローカル通信ともに)
- DSi専用ソフトの動作
- Wiiとの接続

JITコンパイラもかつては、公式リリースには実装されておらず、派生版にのみ存在していたが、のちに独自の実装がおこわれた。

### グラフィック
2023年現在の正式版には、より高い解像度でレンダリングするオプションがあり、テクスチャをフィルタリングして起動できるようになった。OpenGLを利用し、マルチサンプリングアンチエイリアス(MSAA)を動作させることで、ポリゴンとラインのエッジが滑らかになり、映像の揺れが少なくなるなど、高画質化することができる。また、さまざまな後処理シェーダーが備えられており、これを使うことで、ユーザーの好みに合わせて映像の補正が可能である。
macOS版に限っては、Windows版に存在しない、マルチパス後処理シェーダー・フィルターにも対応している。

#### DeSmuME X432R
日本人開発者のyolky-nineが公開した、当時の正式版が備えていなかった、DS本体よりも高いレンダリング解像度へのアップスケーリングをサポートする派生版。Windows版のみの提供。
X432Rの高画質化方法は、 他のエミュレータが採用している、描画自体を高画質化するタイプのものとは手段が異なり、 本来のDSの描画処理はそのまま内部的に行い、 その上から高画質化した3Dモデルを作りだして覆い被せて表現する、 といった珍しい処理を行っているため、高画質化にはある程度のスペックを要求される。 
開発は2015年で停止している。

## 歴史
フランスの開発者、YopYop156氏により、YopYop DSの名前で開発が始まり、2005年12月に最初のバージョンが登場した。
セカンドリリースからは名前を現在のものに改めた。
フランスのエミュレーションに関する新法「DADVSI」の影響によって、2006年1月のリリースを最後に、一度は開発を終了。バージョン0.3.3のソースコードが公開されたため、その後はセガサターンのエミュレータ「Yabuse」を開発していた別チームに開発が移行した。
別チームに移行して、同年12月にバージョン0.5.0がリリースされる。
2007年、それまでWindowsとLinuxにしか対応していなかったのに加え、新しくMac OS X(現:macOS)に対応した。
2019年に、GitHubに公式リポジトリを開設した。